# Hössna landskommun
Hössna landskommun var en tidigare kommun i dåvarande Älvsborgs län.

## Administrativ historik
Kommunen inrättades i Hössna socken i Redvägs härad i Västergötland när 1862 års kommunalförordningar trädde i kraft.
Vid kommunreformen 1952 uppgick landskommunen i Redvägs landskommun som 1974 uppgick i Ulricehamns kommun.

## Politik

### Mandatfördelning i Hössna landskommun 1938-1946
| 3 | 3 | 8 | 2 | 4 |

| 20 |

| 3 | 11 | 2 | 4 |

| 20 |